# 細川貴志
細川貴志（細川 たかし，1950年6月15日—）是一位日本資深的演歌男歌手，曾師承三橋美智也，因而亦取了「三橋美智貴」的藝名，藝名只在推出民謠專輯時才使用，一般的演出均採用的名稱。

## 出道經過

### 出道前
細川貴志出身於北海道虻田郡真狩村，自少便渴望成為歌手，特別喜愛井澤八郎的《北海的滿月》（北海の満月），出道前曾根據此曲另作一曲《滿天的船歌》（満天の舟歌）並填詞。中學畢業後，曾於札幌薄野的酒吧等場所演唱賺錢，由於風格與森進一相像，因而有「札幌森進一」的外號。1971年，年僅21歲的細川貴志與現任妻子和子結婚。1974年獲來自東京的經理人公司發掘後，決定獨自前往東京發展，妻子則獨自留在北海道多年。

### 初演
1975年4月1日，推出首張單曲《戀戀不捨》（心のこり），歌曲由中村泰士作曲、中西禮填詞，推出後錄得超過80萬張的銷售量，也為他贏得了第6屆日本歌謠大賞的「新人獎」、第8屆日本有線大賞「最優秀新人獎」、第17屆日本唱片大獎「最優秀新人獎」、第8屆新宿音樂祭「金獎」及1975年FNS歌謠祭最優秀新人賞。同年也即獲第26回NHK紅白歌合戰的出場資格。
《留恋》最初的名稱為《我是一個傻瓜》（私バカよね）—直接取自第一句歌詞，但唱片公司認為對於一個新人，採用這樣的歌名並不合適，才改名為《留恋》。《留恋》瞬間成為了大熱作品，更被香港及台灣改編，其中盧國沾配上粵語歌詞，稱為《明日話今天》，曾慶瑜及甄妮均曾主唱此曲；甄妮同時另有國語版本《天涯芳草》，另一位台灣歌手鳳飛飛也有同曲異詞的《溫馨的回憶》。
同時期，細川貴志拜師三橋美智也，學習用氣及演唱民謠，紥實的基本功令他的唱歌風格及技巧並未因年紀而下跌。

### 紅白歌合戰
細川於1975年的第26回紅白歌合戰第一次登場，到2006年第57回連續32年均有登場，但2007年因陷入圓天醜聞，當年辭退而未出場，直到2009年第60回才重返紅白。
原本已獲邀於2016年第67回登場的細川貴志，突然於當年11月21日發表聲明表示「紅白有必要世代交替」而辭退該年的登場，並宣佈之後不再登場。因此2015年第66回成為其第39次登場，也是最後一次登場。但在2021年第72回再度登場。

## 外部連結
- 細川たかし音楽事務所 （页面存档备份，存于）
- 細川たかし （页面存档备份，存于） - 日本コロムビア